# Almira Spahić
Almira Spahić (* 11. September 1987) ist eine schwedische Fußballschiedsrichterassistentin.
Seit 2020 steht sie auf der Liste der FIFA-Schiedsrichter.
Spahić war Schiedsrichterassistentin bei der Europameisterschaft 2022 in England (im Schiedsrichtergespann von Tess Olofsson).
Zudem war sie unter anderem bei der U-17-Europameisterschaft 2018 in Litauen und bei der U-20-Weltmeisterschaft 2022 in Costa Rica im Einsatz.
Im April 2025 wurde Spahić gemeinsam mit Heini Hyvönen als Assistentin von Tess Olofsson für die Europameisterschaft 2025 in der Schweiz nominiert.